# Valores asiáticos
Valores asiáticos era um termo usado na década de 1990 para justificar os regimes autoritários da Ásia ou para defendê-los do conceito ocidental politicamente projetado de "direitos humanos", baseado na crença na existência dentro dos países asiáticos de um conjunto único de instituições e ideologias políticas que reflete as culturas e histórias da região. Em particular, essa ideia foi fortemente defendida pelo ex-primeiros-ministros Lee Kuan Yew de Singapura e Mahathir bin Mohamad da Malásia. A teoria é que há muitas diferenças de ideias, filosofia e religião entre orientais e ocidentais. Por exemplo, o coletivismo, a ideia de que os seres humanos são parte integrante do universo e as pessoas são fundamentalmente interligadas, é mais forte na sociedade asiática. Por outro lado, o individualismo, a ideia de que o ser humano é uma parte independente do universo e da sociedade, é mais forte na sociedade ocidental. No entanto, não há um único conjunto de valores asiáticos. As principais escolas de valores religiosos ou éticos asiáticos incluem o budismo, confucionismo, hinduísmo, ioga integral, islamismo, taoísmo, junto com outras filosofias, movimentos e religiões.
O debate sobre valores asiáticos, anteriormente um tópico importante, diminuiu gradualmente durante a Crise financeira asiática de 1997 quando se tornou evidente que a Ásia como um todo não dispunha de um mecanismo de instituição regional, e muito menos qualquer ação coletiva para lidar com os problemas iminentes. O termo tem continuamente desafiado a interpretação ocidental, que permaneceu incontestado desde a Revolução Francesa. Durante a fase da economia em expansão após a Segunda Guerra Mundial, especialmente no leste da Ásia, os iniciadores do debate sobre valores asiáticos queriam criar uma identidade pan-asiática como uma contrapartida para a identidade do Ocidente.

## Definição
Devido ao fato de que os defensores do conceito tinham diferentes origens culturais, a definição única do termo não existe, mas normalmente valores asiáticos abrangem algumas influências do confucionismo, em particular a piedade filial ou lealdade para com a família, sociedade e nação, a renúncia de liberdade pessoal em prol da estabilidade e da prosperidade da sociedade, a busca da excelência acadêmica e tecnológica e ética no trabalho e a poupança. Os defensores dos valores asiáticos, tendem a apoiar os governos asiático autoritários e afirmam que eles são mais adequados para a região do que a democracia ocidental. Estes valores encontram expressão na Declaração de Bangkok de 1993, que voltou a enfatizar os princípios de soberania, autodeterminação e não-interferência.